# فاتح عقيل
فاتح عقيل (بالتركية: Fatih Akyel)‏ (مواليد 26 ديسمبر 1977) هو لاعب كرة قدم. يلعب مع منتخب تركيا لكرة القدم. سبق له أن لعب في كأس العالم لكرة القدم مع منتخب بلاده.

## روابط خارجية
- فاتح عقيل على موقع الاتحاد الدولي (مؤرشف)  (الإنجليزية)
- فاتح عقيل على موقع الاتحاد الأوربي (الإنجليزية)
- فاتح عقيل على موقع اتحاد تركيا (لاعب) (الإنجليزية)
- فاتح عقيل على موقع قاعدة بيانات كرة القدم.إي يو (الإنجليزية)
- فاتح عقيل على موقع ناشيونال فوتبول تيمز (الإنجليزية)
- فاتح عقيل على موقع عالم كرة القدم.نت (الإنجليزية)
- فاتح عقيل على موقع كووورة